# Grillaberg
Grillaberg ist ein Ortsteil der Stadt Freyung im Landkreis Freyung-Grafenau in Bayern.

## Geographie und Verkehrsanbindung
Grillaberg liegt südöstlich des Kernortes Freyung. Westlich vom Ort fließt der Grillabach und verläuft die Staatsstraße St 2132.

## Sehenswürdigkeiten
In der Liste der Baudenkmäler in Freyung sind für Grillaberg zwei Baudenkmäler aufgeführt:
- Haus Nummer 9: Haus-Kruzifix mit Arma Christi und Nebenfiguren im bäuerlichen Nazarenerstil
- am nördlichen Ortsende ein wohl aus dem 16. Jahrhundert stammendes Steinkreuz mit gefasten Kreuzarmen